# Carl Securius
Carl Securius (* 19. Oktober 1846 in Halle (Saale); † 26. September 1890 in Hannover) war ein deutscher Luftschiffer, der 417 Auffahrten bewältigte.

## Leben und Wirken
Er war der Sohn eines praktischen Arztes und lernte Bankkaufmann bei einem Verwandten in Berlin im Bankhaus Jacquier & Securius. Dort kam er auch mit der aufkommenden Luftfahrt in Kontakt und wurde als Ballonfahrer einer der damaligen Luftfahrtpioniere. 1883 veröffentlichte er in Bremen das Standardwerk Luftschifffahrten, das 2002 nachgedruckt wurde.
Am Sonntag, den 1. Mai 1887 um 16:34 Uhr startete in Weimar der erste bemannte Ballon des Ballonfahrers Carl Securius. Der Start wurde zu einem volksfestartigen Ereignis mit vielen Zuschauern, so dass bereits am frühen Morgen Soldaten der Weimarer Garnison die schaulustigen Massen zurückdrängen mussten. Der Ballon erreichte eine Höhe von 1520 Meter. Nach dem Ballonflug wurde die Ortsgruppe Weimar der Sektion Thüringischer Staaten des Sächsisch-Thüringischen Vereins für Luftschiff-Fahrt gegründet.